# Camden High Street
Camden High Street est un court tronçon de rue d'environ 900 m de long, à Camden Town, au nord-nord-ouest de Londres. Elle fait partie de la route allant du centre de Londres à Hampstead. C'est la High Street locale, elle propose des salles de concerts majeures à chaque extrémité (KOKO, l'ancien Camden Palace, à l'extrémité sud et le pont sur le Regent's Canal à l'extrémité nord). 
Il s'agit d'une rue à sens unique permettant uniquement à la circulation automobile de se diriger vers le nord (la circulation en direction sud utilise la rue Camden parallèle). En direction du nord, la circulation émerge de Hampstead Road dans High Street à la jonction avec Eversholt Street, par la station de métro Mornington Crescent. 

L'extrémité nord de Camden High Street se trouve à un pont sur Regent's Canal où la route tourne Chalk Farm Road, dans l'extrémité sud de Kentish Town Road et Camden Road. La station de métro Camden Town se trouve au coin entre Camden High Street et Kentish Town Road. 

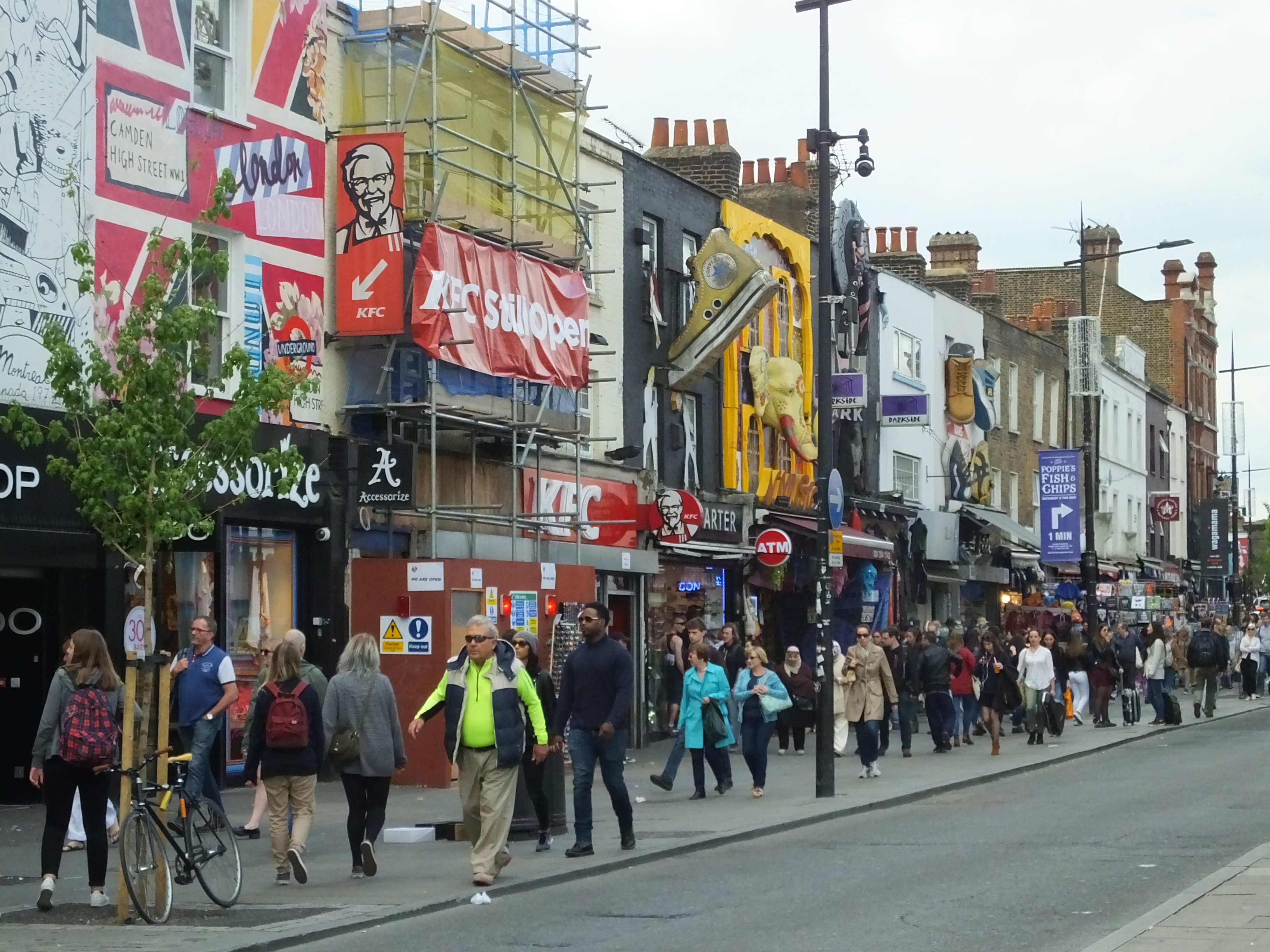
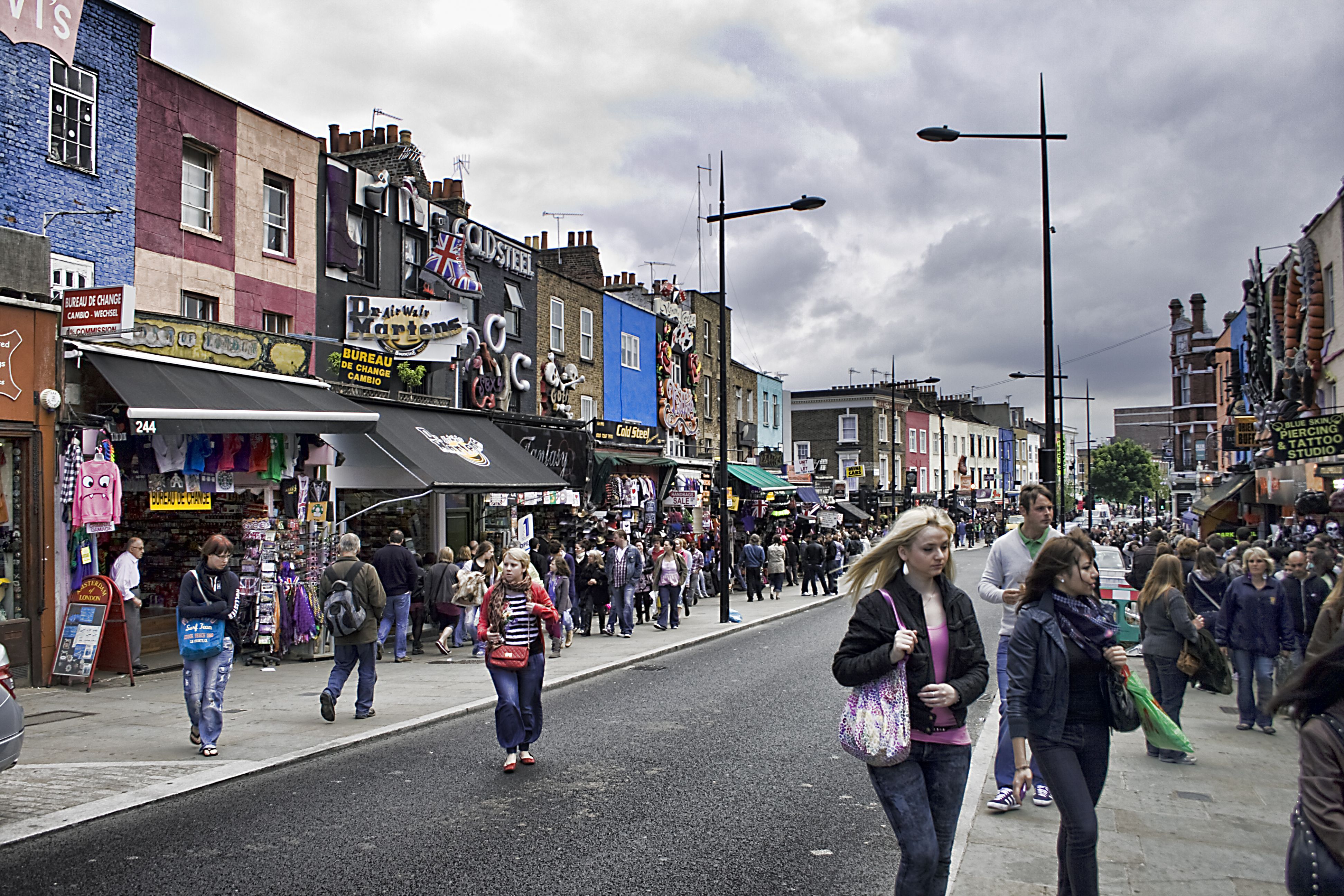
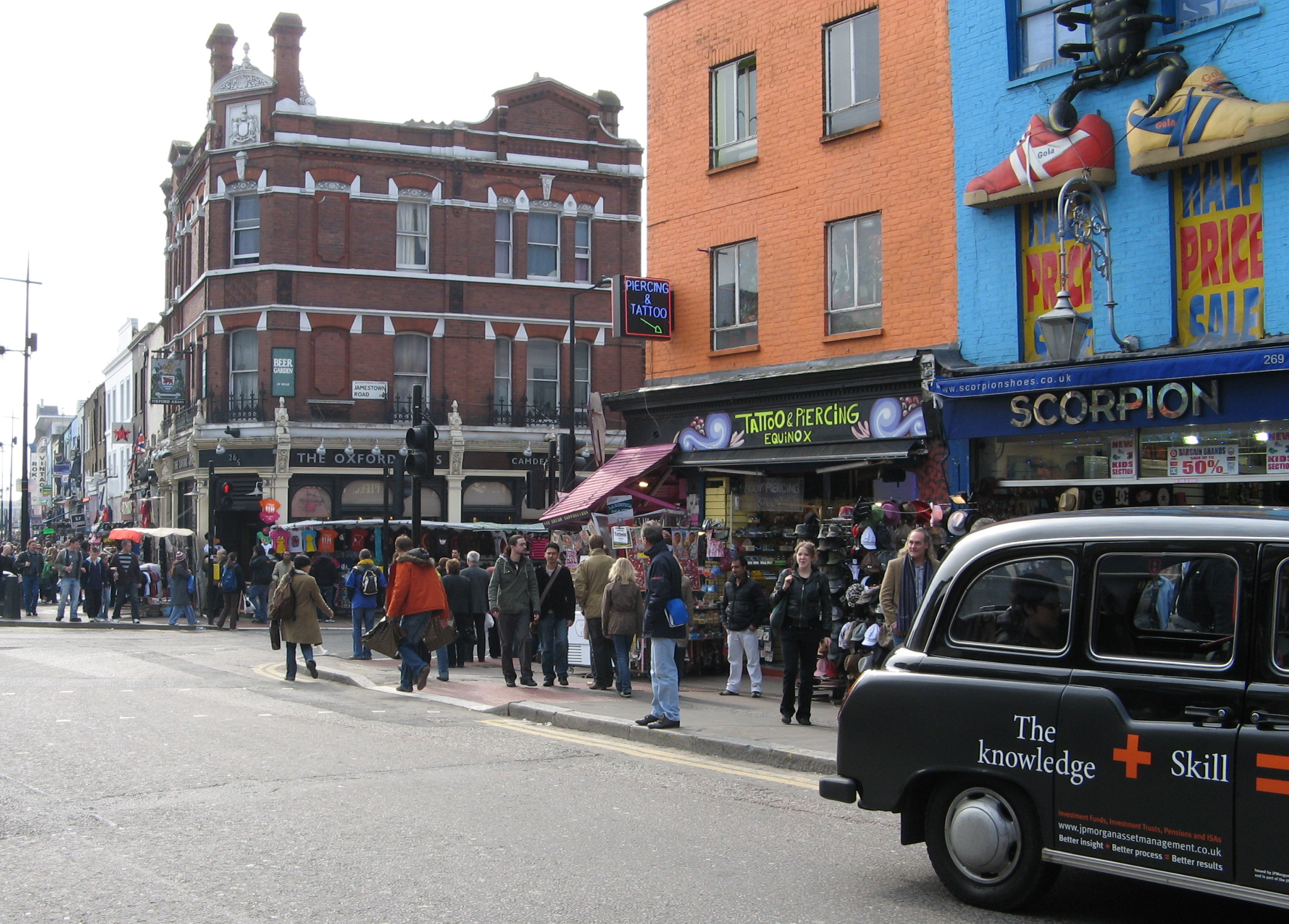
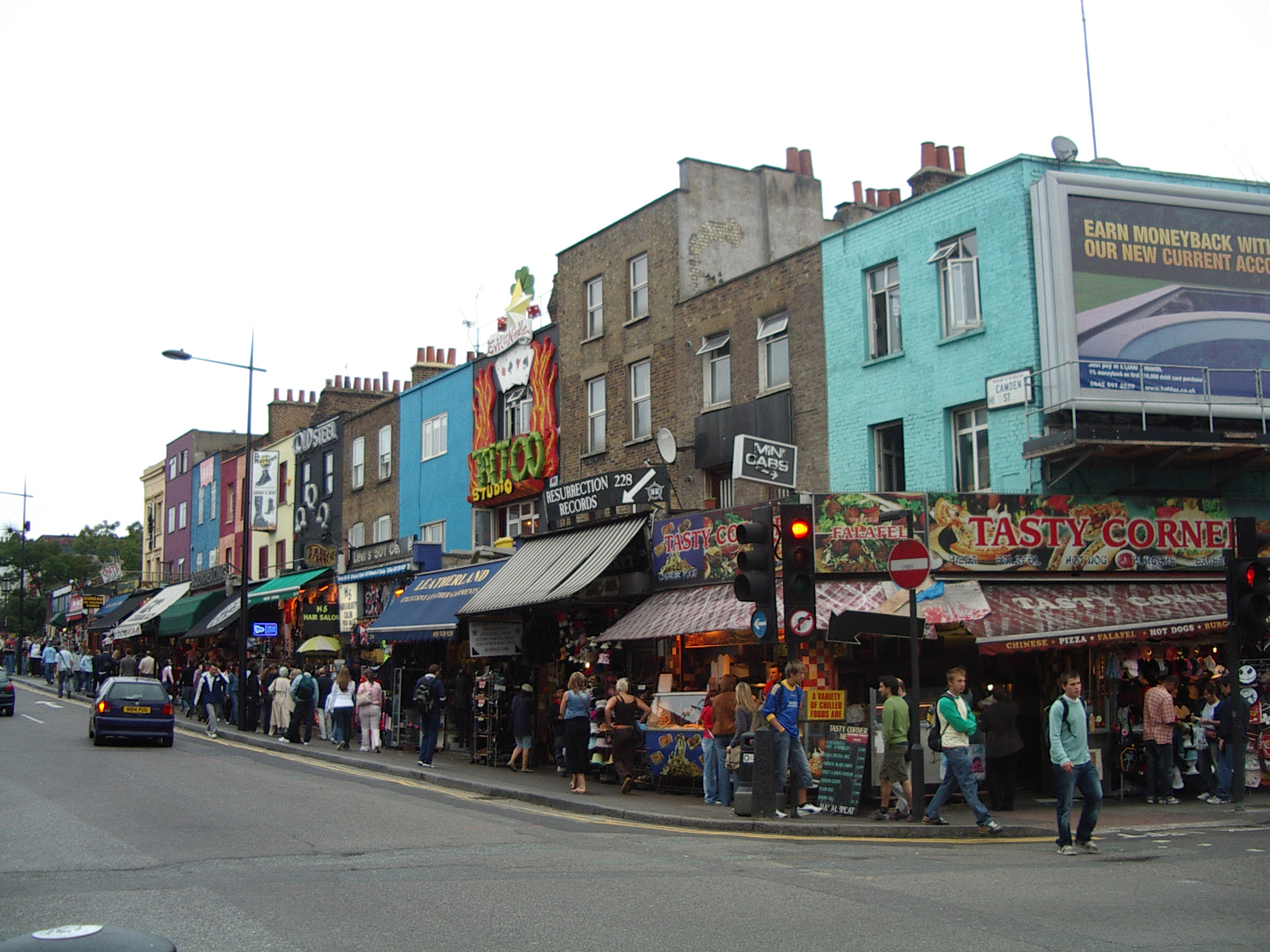
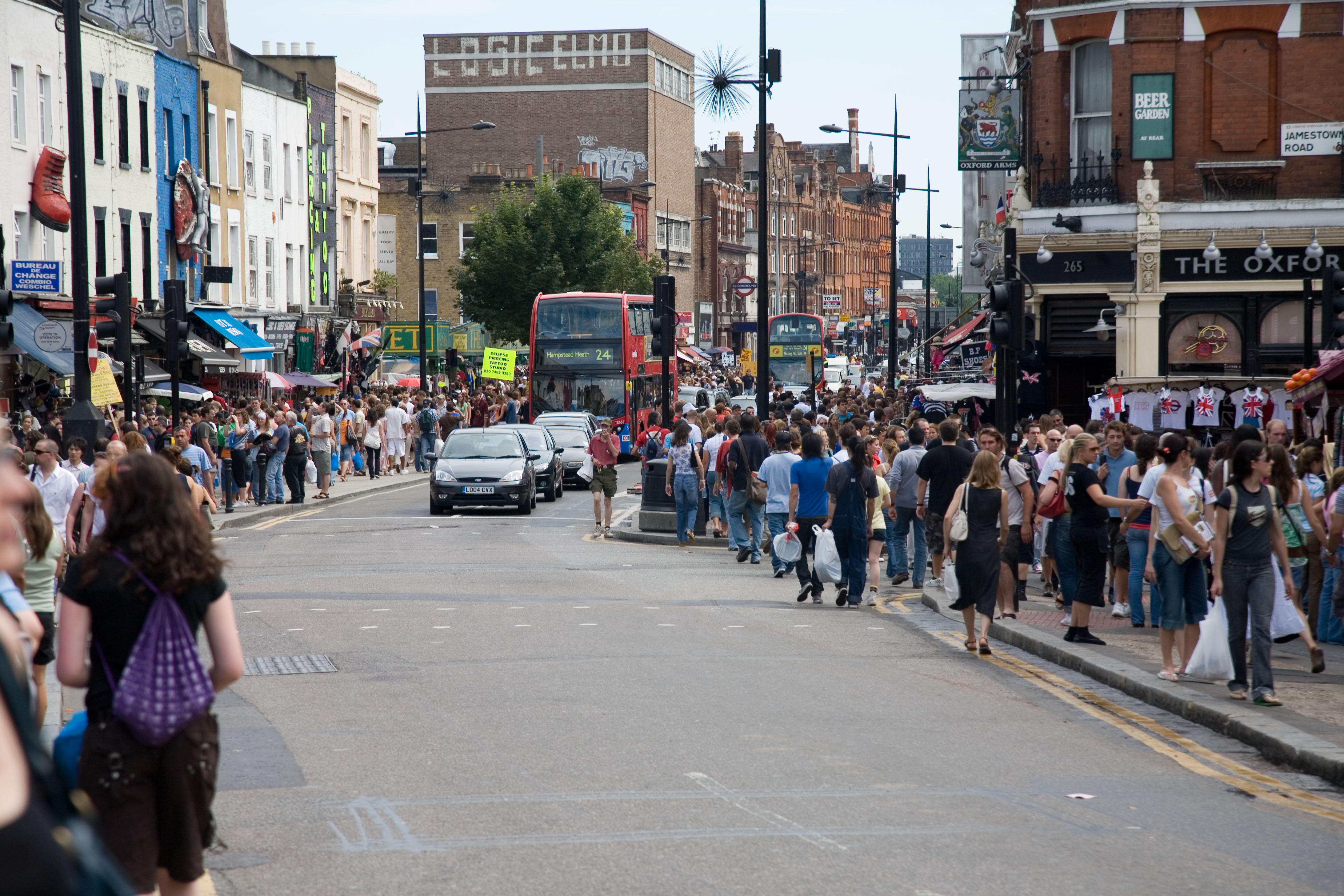
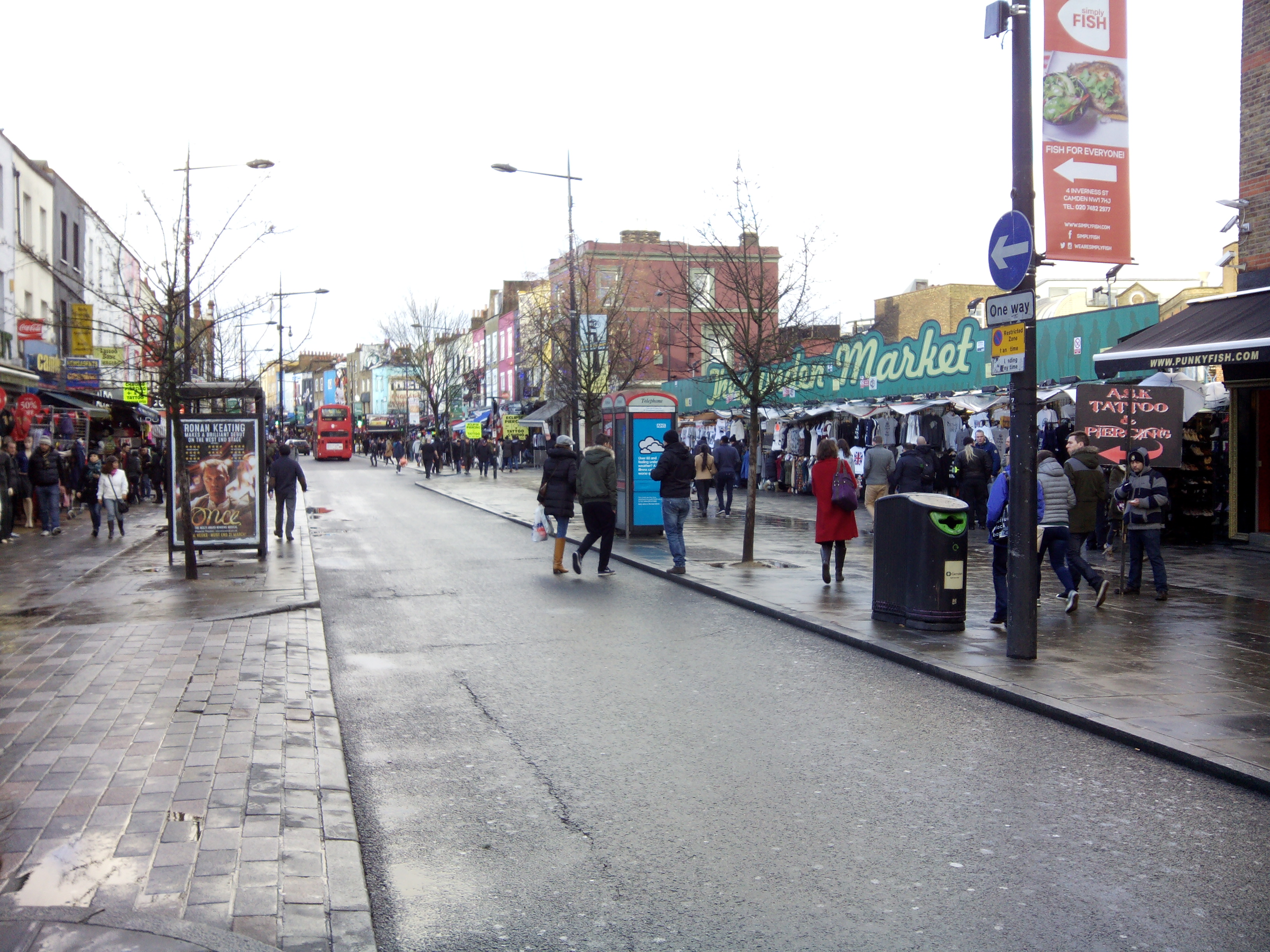

## Voir également
- Marché de Camden